# Heinkel P.1065/IIIc
O Heinkel P.1065/IIIc foi um bombardeiro veloz desenvolvido pela Heinkel, na Alemanha. Não passou da fase de planeamento devido ao esforço de guerra alemão ter sido direccionado para o programa Jägernotprogramm.